# 말더듬증
말더듬증(영어: stuttering, stammering)은 말을 순조롭게 하지 못하고 막히는 증상을 말한다. 말을 더듬는 이를 말더듬이라고 한다.

## 발생
말더듬이는 약 200명에 1명꼴로 나타나며, 성비(性比)는 6~10:1로 남자에 압도적으로 많다. 대부분은 3~4세에 나타나나 이 시기는 말을 급속하게 획득하는 시기이기 때문에, 때때로 일과성(一過性)으로 방치하면 그냥 소실한다. 그러나 주위사람들이 이에 대해 필요 이상으로 불안을 갖는다든지 교정(矯正)을 시도하면 고착(固著)되어 특별한 기술에 의하지 않고서는 교정이 불가능해진다고 한다. 그 밖에도 입학시나 사춘기 등의 긴장이 심한 시기에 출현하는 일이 있으나 수는 적다.

## 원인
옛날에는 말더듬증의 원인으로서 발음기관에 있어서의 병리적 상태라든가 중추신경계의 이상 등을 생각했었다. 그러나 현재에는 개인의 인격적 장애에 그 원인을 찾는 설이 주류를 차지하고 있다. 말더듬이의 환경에는 서로 공통된 요인이 존재한다고 한다. 그것은 완전벽(完全癖)이 강한 모친상(母親像)이다. 이러한 모친은 어린이에 과간섭(過干涉)이며, 더욱이 예의바르기·청결·정돈·순종을 요구한다. 부모로부터 항상 완전을 요구당함으로써 어린이의 긴장은 높아지고, 그것이 말더듬증과 그 밖의 문제행동(변비·편식·과도의 결벽성·비사회성 등)의 원인이 되기도 한다.

## 치료
먼저 3세 전후에 발생한 말더듬이에 대한 유아기의 특별한 발음교정 등의 치료는 필요치 않다. 이와 같은 방법에 의해서 어린이는 자기의 말더듬증에 대해서 의식을 너무 집중시키게 되어, 말하는 것에 대해서 과도의 불안을 갖게 된다. 이것은 오히려 인성(人性) 전체의 발달을 방해하고 말더듬증까지 악화시킨다. 따라서 부모의 인성이나 양육태도를 개선하는 것만으로 될 때가 많다. 그러나 학령기 이후의 말더듬증은, 가령 그 발증(發症)이 심리적인 요인에서라고 하더라도 습관으로서 고착되어 버리므로 그 증상을 고치기 위해서는 특별한 언어치료(speech therapy)를 받지 않으면 안 된다.

## 같이 보기
- 국제 말더듬 인식의 날
- 말장애
- 언어병리학
- 음성 처리